# Liste von Frisuren
Dies ist eine alphabetisch sortierte, ohne Gewähr auf Vollständigkeit erstellte, Liste von Frisuren.  
| Name                                              | Bild | Kurzbeschreibung |
| ------------------------------------------------- | ---- | --- |
| Affenschaukeln                                    |      | Affenschaukeln, auch Schlaufenzöpfe genannt, ist der Name einer Zopffrisur, aus zwei geflochtene Zöpfen, die seitlich am Kopf hochgesteckt werden. Sie war nicht nur während des Deutschen Kaiserreichs als Kinderfrisur beliebt, sondern ist nach wie vor eine typische Frisur im Alpenraum, die beim Oktoberfest mit einem Dirndl kombiniert wird. |
| Afro bzw. Afrolook                                |      | Afro: Voluminöse Frisur, stark krause, nach allen Seiten abstehende Locken. Aus der afroamerikanischen Kultur kommend, gewann er mit der US-Bürgerrechtsbewegung ab den 1960er-Jahren an Bekanntheit. |
| Amasunzu                                          |      | Traditionelle ruandische Frisur für Männer sowie unverheiratete Frauen, die den sozialen Status anzeigt. |
| Atoo, „Kürbisblüten-“ oder „Schmetterlingsfrisur“ |      | Traditionelle Frisur unverheirateter Frauen einiger Pueblo-Kulturen Nordamerikas, wie der Hopi, Acoma und Tewa |
| Beehive                                           |      | Beehive: Angelehnt an die Form eines Bienenstockes sind die Haare hoch über dem Kopf gehoben, gebunden und toupiert. |
| Bob                                               |      | Der Bob ist eine Kurzhaarfrisur, die in der klassischen Form etwa kinnlang geschnitten wird. Er ist wegen seines unkomplizierten Stylings eine der beliebtesten Frisuren der Welt und durch zahlreiche Schnittvarianten für jeden Haartyp geeignet. Als Trendfrisur setzte sich der Bob bereits in den 1920er-Jahren durch. In den 1960er-Jahren wurde er durch den englischen Friseur Vidal Sassoon erneut populär. |
| Bouffant                                          |      | Beim Bouffant (engl. für bauschig, füllig, aufgetürmt) werden Haare hochgestylt und in eine voluminöse Form gebracht. |
| Braids                                            |      | Braids (von englisch braid ‚flechten‘) oder auch Rastalocken oder Rastazöpfe bezeichnen eine Flechtfrisur, die aus vielen dünnen Flechtzöpfen besteht und mit einer dreisträhnigen Flechttechnik geflochten wird. |
| Brokkoli                                          |      | Benannt nach seiner optischen Ähnlichkeit mit einem Brokkoliröschen. Es wird mit der Generation Z in Verbindung gebracht und erlangte durch Internet-Memes Popularität. |
| Bubikopf                                          |      | Der Bubikopf ist eine Kurzhaarfrisur und eine Variante des Bobs, die um 1920 aufkam. Sie war beeinflusst vom „Knabentyp“, dem Frauenbild der Zeit, und wurde schnell zur beliebtesten Haarmode. |
| Buzzcut                                           |      | Der Buzzcut ist ein sehr kurzer und gleichmäßiger Haarschnitt, bei dem das Haar mit einer Haarschneidemaschine auf eine einheitliche Länge getrimmt wird. Diese Frisur zeichnet sich durch ihre praktische und pflegeleichte Natur aus. Sie wird vorwiegend von Männern getragen. Der Buzzcut wurde von vielen Prominenten und Stars wie David Beckham, Kristen Stewart und Cara Delevingne getragen. |
| Bürstenschnitt, Meckifrisur, Stiftelkopf          |      | Ein Kurzhaarschnitt, bei dem das ganze Haupthaar aufrecht steht. Als Haarschnitt für Soldaten war er in Deutschland schon zu Anfang des 20. Jahrhunderts üblich. In der Wehrmacht dagegen war recht langes Deckhaar verbreitet. In den 1950er-Jahren, ausgelöst durch die im Koreakrieg eingesetzten US-amerikanischen GIs, wurde die Bürste auch als „Koreablocker“ bezeichnet. Er sollte nicht mit ähnlichen spitzgeformten Frisuren verwechselt werden. |
| Caesarschnitt                                     |      | Der Caesarschnitt nach Iulius Caesar, der seine Haare kurz geschnitten und nach vorne gekämmt trug, um seine Stirnglatze zu kaschieren. |
| Chignon                                           |      | Chignon (Dutt) aus dem Französischen gilt als Sonderform des Knotens. Um ihn am Hinterkopf zu stecken, braucht es eine festere Bindung. |
| Chinesischer Zopf                                 |      | Der chinesische Zopf besteht aus den Haaren, die von hinten bis zur Mitte des Kopfes wachsen. Der Rest des Kopfes muss der Tradition nach kahl sein. |
| Chonmage                                          |      | Ein Chonmage (jap. 丁髷) ist ein traditioneller japanischer Männerhaarschnitt. Heutzutage wird dieser Haarschnitt, bei der auf der Kopfoberseite das Haar rasiert und dann ein Pferdeschwanz auf dem Kopf gefaltet wird, von Sumoringern getragen. |
| Comb-Over                                         |      | Comb over (engl. ungefähr Überkämmer) Eine Frisur, bei der die kahlen Stellen des Kopfes mit den an anderen Stellen lang gewachsenen Haaren verdeckt werden. Donald Trumps Haarfrisur ist ein oft zitiertes Beispiel. |
| Conk                                              |      | Der Conk (engl.) ist ein durch chemische Substanzen geglättetes Haar. Der Conk wird deswegen meist von Afroamerikanern und Afrikanern mit ursprünglich lockigen Haaren getragen. |
| Cornrows                                          |      | Cornrows (englisch corn ‚Mais‘, ‚Getreide‘ und rows ‚Reihen‘; kurz: Corns oder Rows) ist die englischsprachige Bezeichnung einer aus Afrika stammende Flechtfrisur. Synonym wird auch die Bezeichnung Canerows (engl. to cane ‚flechten‘) verwendet. Cornrows werden sowohl von Frauen als auch von Männern getragen. Der Haarstil kommt aus dem nördlichen Subsahara-Afrika. |
| Croydon Facelift                                  |      | Croydon Facelift (engl.): Die scherzhaft abwertende Bezeichnung für einen engen Pferdeschwanz am oberen Hinterkopf ist benannt nach dem industriell geprägten Londoner Stadtteil Croydon. Der besonders strengen Bindung wird nachgesagt, die Haut des Gesichts und der Stirn wie bei einem Facelifting zu spannen. |
| Curtain Cut                                       |      | Curtain Cut (engl.): Langes Deckhaar wird vorne gescheitelt und beidseitig herabfallend getragen. Die oberen Seitenpartien können mit einer Längenabnahme nach hinten ausgeführt werden und die unteren Seitenpartien dabei kurz geschnitten werden. |
| Dauerwelle                                        |      | Die Dauerwelle entsteht, indem interne chemische Verbindungen des Haares (Schwefelbrücken) zerstört und neu geordnet werden. Dabei schließen sich die offenen Enden nicht vollständig. Als Erfinder der Dauerwelle gilt der später in die USA ausgewanderte Friseur Karl Ludwig Nessler aus dem badischen Todtnau. |
| Devilock                                          |      | Devilock: Eine Art weiterentwickelte Tolle, deren markantestes Merkmal die lange und mit Hilfe von Spray oder Gel zu einer Spitze geformte Strähne ist, die vor dem Gesicht oder an den Seiten herunter hängt. Die Seiten- und Hinterkopfhaare sind dabei kurz. Häufig getragen wird sie in der Subkultur des Punk, so von Mitgliedern der Punkbands Misfits (Jerry Only) und Balzac. |
| Dreadlocks                                        |      | Dreadlocks sind eine Frisur, bei der das Haar in mattenartigen Strähnen zusammengehalten wird. Sie sind in verschiedenen Kulturen beliebt und werden oft mit Rastafari in Verbindung gebracht. Dreadlocks können auf verschiedene Arten erstellt werden und erfordern regelmäßige Pflege, um sie sauber und ordentlich zu halten. Sie können eine persönliche Ausdrucksform, ein kulturelles Statement oder eine Modeerscheinung sein. |
| Dutt                                              |      | Der Dutt ist ein auf dem Scheitel oder auf dem Hinterkopf, selten auch in Stirnnähe geflochtener, gezwirbelter oder gewundener Haarknoten. Der auf dem Scheitel getragene Dutt der Schwälmer Tracht wird Schnatz genannt. |
| Edgar Cut                                         |      | Der Edgar Cut ist eine Frisur für Männer, die durch ihre markante, kurze und gleichmäßige Länge gekennzeichnet ist. Benannt nach dem Schauspieler und Model Edgar Ramirez, zeichnet sich dieser Haarschnitt durch eine klare Linie aus, die entlang der Seiten und des Nackens verläuft. Das obere Haar ist etwas länger und kann gestylt werden, um einen leichten seitlichen Scheitel oder einen leichten Quiff zu erzeugen. Der Edgar Cut ist eine moderne Variante des klassischen Herrenhaarschnitts. |
| Emo                                               |      | Die Entstehung dieser Frisur geht auf Emos zurück. Markenzeichen sind die mit Haarmitteln über die Augen geformten Haare. |
| Etonschnitt                                       |      | Ein Kurzhaarschnitt, der besonders in den 1920er Jahren bei Frauen beliebt war, bei der das Haar hinten kurz geschnitten ist und das Vorderhaar zum Stylen länger gelassen wird. |
| Fallera                                           |      | Der valencianische Fallera ist eine traditionelle Haartracht und bekam weltweilte Bekanntheit durch Prinzessin Leia in Star Wars. Ursprünglich sind zwei spiralförmige Knoten an den Kopfseiten mit zwei Zöpfen am Hinterkopf mit Haarschmuck kombiniert. |
| Fassonschnitt                                     |      | Mittellanger Herrenschnitt, bei dem die Haare an den Seiten und im Nacken stufenlos geschnitten werden. |
| Federschnitt / Feather cut / Chelsea cut          |      | Eine Kombination aus Kurzhaarschnitt und langen Strähnen. |
| Fauxhawk                                          |      | Der Fauxhawk oder Frohawk ist eine Annäherung an den Mohawk, ohne das Haar an den Seiten rasiert zu haben. |
| Finger wave                                       |      | Zu Wellen geformtes Haar, das, mit einem Kamm und zusätzlicher Haarlotion ausgestattet, seitlich geflochten ist. |
| Firefly                                           |      | Ein Haarschnitt, der mit einem Farbverlauf kombiniert wird. |
| Fischgrätzopf, Ährenzopf                          |      | Eine Variante des Zopfs ist der Fischgrätzopf bzw. Ährenzopf |
| Flattop                                           |      | Der Flattop (von engl. flat für flach und top für Oberseite) ist eine primär von Männern getragene Bürstenfrisur. Dabei werden die Haare an den Seiten und am Hinterkopf ausrasiert. Die übrig gebliebenen Haare bilden eine von hinten nach vorne ansteigende Fläche. Oben werden die Haare dann gegebenenfalls hochgestellt. |
| Flipped hair                                      |      | Eine typische Frauenfrisur der 1960er-Jahre. Die Enden des langen Haares werden nach außen gewellt – in ausgeprägter Form bis zu einer Locke. |
| Fontange                                          |      | Die Fontange ist eine hohe, über einem Gestell aus Draht, aufgebaute Haube, die etwa von 1685 bis 1715 von Frauen in Europa getragen wurde. Auch der gesamte Aufbau aus Haube und Frisur wird Fontange genannt. |
| Französischer Zopf                                |      | Der französische Zopf wird wie ein gewöhnlicher Zopf aus drei Strängen gearbeitet, mit der Besonderheit jedoch, dass jedem Strang, der von der Seite – also von links oder rechts kommend – eingeflochten wird, eine neue Haarsträhne beigegeben wird, die bisher nicht Bestandteil der drei Hauptstränge war. |
| French Crop                                       |      | Beim French Crop handelt es sich um eine Variante des Undercuts mit einem gerade geschnittenen nach vorne gestylten Pony. |
| French twist                                      |      | Als eine Sonderform des Dutts werden die Haare von den Seiten, am Hinterkopf zusammengebunden. |
| Half-Up                                           |      | Half Up (engl.): So wird eine weibliche Frisur bezeichnet, bei der ein Teil des Haares eingeflochten oder hochgesteckt wird, während das übrige Haar lose herabfällt. |
| Half Updo                                         |      | Durch Brigitte Bardot in den 1960er-Jahren bekannt, setzt diese Frauenfrisur mittellanges bis langes Haar voraus. Ab den Schläfen wird das, von den Seiten kommende, Haar zu einem Haarknoten, bzw. Dutt, oder Pferdeschwanz hinter dem Kopf zusammengebunden. Das Aufbauschen des Haares „Half Updo“ ist das Merkmal der Frisur, denn das lange Deckhaar fällt hinter die Schultern ab. |
| Hi-top fade                                       |      | Ein Afroamerikanischer Haarschnitt. Kurz an den Seiten, sind die krausen Haare auf dem Kopf in die Höhe geformt. In den späten 1980er- und frühen 1990er-Jahren ein Haarschnitt der Jugend. |
| Hime cut                                          |      | Lang fallende Haare, die bis zu den Schulterblättern reichen, werden in markanten Linien teils bis zum Hals gekürzt. Der Pony ist mit einer Länge, die bis zu den Augenbrauen reicht, kurz. |
| Igelfrisur                                        |      | Haarsträhnen, die einzeln mit Schaumfestiger, oder Haargel befestigt, in Form von Spitzen, von allen Seiten des Kopfes abstehen, bilden die Igelfrisur. |
| Ivy League, Harvard Clip, Princeton               |      | Eine Herrenfrisur, bei der das Deckhaar mindestens so lang geschnitten ist, um es mit den Seitenhaaren kombiniert aufgestylt zu haben. |
| Jewfro                                            |      | Eine Variante des Afro, welche von aschkenasischen Juden getragen wird |
| Jheri curl                                        |      | Das Haar ist lockig und meist kurz (im „Wet-Look“ zur Vollendung) gemacht. Populär war diese Frisur in den späten 1980er-Jahren mit Michael Jackson und Rick James. |
| Kolbe                                             |      | Die Kolbe war eine zum Anfang des 16. Jahrhunderts übliche männliche Haartracht, die an die Stelle des im Ausgang des Mittelalters gebräuchlichen lang herabwallenden Haupthaares und der Bartlosigkeit trat. |
| Kranz-Frisur                                      |      | Der aus der Ukraine stammende Kranz ist eine Langhaarfrisur der Frauen. Er besteht aus einem einzelnen Zopf, der um den Kopf gekordelt ist. Julija Tymoschenko wird mit dieser Frisur assoziiert. Frida Kahlo trug diese Frisur ebenfalls. |
| Langes Haar                                       |      | Siehe Langes Haar |
| Liberty Spikes                                    |      | Lange zu großen Spitzen, „Liberty Spikes“ in Anlehnung zur Freiheitsstatue, mit Gel und/oder Schaumfestiger, geformte Haare. Nicht verwechseln mit Igelfrisur. |
| Mähne                                             |      | Von den späten 1970er- bis in die 1990er-Jahre ließen sich vor allem Jugendliche bis Heranwachsende längere Haare wachsen, die sie mehr oder weniger kämmten. Daraus hervorgegangen sind voluminöse Formen, die als einzelne Frisur kaum zu definieren sind. Im Wesentlichen sind alle durch lange, geschwungene, Haare charakterisiert und gleichen einer Mähne. |
| Marcelling                                        |      | Mit einem Haareisen stark gewellte Haare. |
| Mohawk, Irokesenschnitt                           |      | Der Irokesenschnitt (auch kurz „Iro“) ist eine Frisur, bei der die Haare an den Seiten des Kopfes abrasiert werden, so dass nur noch in der Mitte des Kopfes von der Stirn bis in den Nacken ein schmaler Streifen Haare stehen bleibt. Diese Haare werden mit künstlichen Mitteln senkrecht in die Höhe geformt. |
| Octopus Cut (Wolf Cut)                            |      | Eine durchgängig vertikale Stufung mit einer weich geschnittenen Außenlinie ergibt einen fülligen Oberkopf mit ausgedünnten Längen. |
| Odango                                            |      | Zwei Knoten am oberen Hinterkopf, liegen die restlichen Haare frei oder sind an den Knoten als „Zöpfe“ hängend. Bekanntestes Beispiel ist die japanische Animefigur Sailor Moon. |
| Olympiarolle                                      |      | Die Olympiarolle ist eine Damenfrisur, die Mitte der 1930er-Jahre in Deutschland in Mode kam. Dabei wird das Haar im Nacken langgezogen und zu einer Außenrolle hochgesteckt. Sie erinnert an die Frisur der Venus von Milo. Einige Damen trugen die Olympiarolle mit einem in kleine Löckchen gedrehten Pony. |
| Pagenkopf                                         |      | Pagenkopf: Ein halblanger Haarschnitt (meist kinnlang, gelegentlich länger), oft mit Pony getragen. Eine lange Version des Bob. Typisch mit Pony und mindestens schulterlangen Haaren. |
| Pferdeschwanz                                     |      | Die langen Haare sind zur Seite, oder nach hinten, mit einem Haargummi/Haarband zu einem Pferdeschwanz zusammengebunden. |
| Pilzkopf                                          |      | Der Pilzkopfschnitt hat durch Mitglieder der Rockgruppe Beatles in den frühen 1960er-Jahren Bekanntheit erlangt. Analog dazu bezeichnete man die Beatles im deutschsprachigen Raum auch als die „Pilzköpfe“. Im englischsprachigen Raum sprach man von „mop-top“ oder „moptop“, wegen der Ähnlichkeit zu einem Wischmopp. Jürgen Vollmer hat den Pilzkopf, den er selbst bereits trug, den Beatles geschnitten und diesen Schnitt erfunden. |
| Pixie cut, Pixieschnitt                           |      | Pixieschnitt: Bei der weiblichen Frisur sind die Haare an den Seiten des Kopfes kurz geschnitten. |
| Pixie-Bob                                         |      | Mischung aus Pixie und Bob |
| Pompadour                                         |      | Benannt nach Madame de Pompadour. Der Pompadour ist meist Bestandteil einer Frisur. |
| Pony                                              |      | Der Pony ist zumindest ein Teil einer Frisur, bei der die Haare an der Kopfvorderseite so abgeschnitten werden, dass die Schnittkante auf der Stirn eine mehr oder weniger gerade Linie bildet, die entweder genau horizontal oder leicht geneigt verläuft. |
| Ponyhawk                                          |      | Eine Variante des Mohawk, in Zöpfen, bei dem die Seiten des Kopfes nicht kahl sind, sondern die Haare von den Seiten über den Kopf zu Zöpfen zusammengebunden sind. |
| Pottschnitt                                       |      | Der Pott- oder auch Topfschnitt (engl. Bowl Cut) benannt nach der Assoziation in Form einer Schale und auch nach der früher gebräuchlichen Methode zu frisieren; es wurde eine Schale/Pott (engl. bowl) auf den Kopf gelegt und die freiliegenden Haare auf eine Länge getrimmt. Moe Howard von The Three Stooges hat diesen Haarschnitt als Erkennungsmerkmal; Henry V. hatte einen ähnlichen Schnitt. Populär war der Haarstil in den späten 1980er- und den frühen 1990er-Jahren. |
| Pouf                                              |      | |
| Psychobilly Wedge                                 |      | Der Psychobilly Wedge; eine Mischung zwischen Mohawk und dem Pompadour. An den Seiten kahl aber das Deckhaar lang genug, um es als Pompadour nach Hinten geformt zu haben. |
| Quiff                                             |      | Der Quiff ist eine Kombination aus dem 1950er-Pompadour, dem 1950er-Flattop und manchmal einem Mohawk. Dieser Haarstil war zur gleichen Zeit innerhalb der britischen „Teddy-Boy“ Bewegung getragen worden und war in Europa in den Frühen 1980er-Jahren erneut populär. Matt Helders von der Band Arctic Monkeys, Tom Meighan von der Band Kasabian, Eugene McGuinness, Bruno Mars, Nick Grimshaw und Mitglieder der Band One Direction sind und/oder waren Träger. In den 2020er Jahren erlebte eine nach vorne gestylte längere Variante des Quiffs durch TikTok-Trends als 'Wasserrutsche' eine Renaissance. |
| Rattenschwanz                                     |      | Als Rattenschwanz (auch Rattail) wird ein dünner, meist geflochtener Zopf genannt, der hinten an der Haargrenze wächst. Häufig wird dabei der Nacken bis auf einen Haarstreifen, der den Rücken herunter wächst, rasiert. Synonyme sind Zündschnur, Schwänzchen, Swinserl, Saschazöpfchen oder auch „Ratzenfrisur“ (Rattenfrisur). |
| Rattenschwänze                                    |      | Das Haar ist durch einen Scheitel zu beiden Seiten getrennt und zu zwei Zöpfen gebunden. Häufig assoziiert mit der fiktiven Pippi Langstrumpf, deren Zöpfe jedoch geflochten sind. |
| Recon                                             |      | Diese Variante des Undercut, als Recon bezeichnet, ist noch kürzer, sodass die Haare seitlich, mit Hinterkopf, rasiert sind und nur das Deckhaar in seiner Kürze noch deutlich ist. |
| Scheitel                                          |      | Seiten-, Mittelscheitel: Es werden die Haare von einer möglichst geraden Linie aus zu beiden Seiten gekämmt. Man unterscheidet Mittelscheitel (umgangssprachlich auch Poposcheitel), und Seitenscheitel. Mehr und mehr kommt der Zickzackscheitel in Mode, für den es bereits eigene Kämme gibt. |
| Schläfenlocken, Peot                              |      | Schläfenlocken (hebräisch: Peot, wörtl. Ecken, in aschkenasischer Aussprache: Pejes, Pajes oder Pajess, auch Beikeles oder Bejkeles) sind nach der Halacha von jüdischen Männern zu tragen. |
| Schmalztolle, Schmalzlocke                        |      | Als Schmalztolle oder auch Schmalzlocke bezeichnet man eine typische Façon der Frisur aus den 1950er-Jahren, die vor allem von populären Künstlern des Rock ’n’ Roll wie Bill Haley und Elvis Presley kultiviert wurde. Nicht verwechseln mit dem Pompadour. |
| Shag                                              |      | Shag (engl.), ins Deutsche übersetzt „zottelig“, gilt als Stilbezeichnung mittellanger Haare, die einen verwegenen, leicht verwahrlosten, aber nicht unbedingt weniger anmutigen Eindruck hinterlassen. |
| Shape-Up                                          |      | Beim Shape-Up (engl.) wird das strukturierte afroamerikanische Kurzhaar mit einem Rasierer konturiert. |
| Shikha                                            |      | Diese Haartracht trägt ein orthodoxer Hindu. Das Deckhaar zu einem soliden Haarknoten auf der linken Seite des Oberkopfes gebunden, ist der Kopf sonst rundum kahl. |
| Sidecut                                           |      | Beim Sidecut (englisch für Seitenschnitt) als Variation des Undercut wird das Haar nur auf einer Seite des Kopfes gekürzt oder rasiert, der Rest wird länger gelassen. |
| Skullet                                           |      | Der Skullet ist eine Frisur, deren Name aus der Kombination der Wörter "Skull" (Schädel) und "Mullet" (Vokuhila) entstanden ist. Dabei ist der obere Teil des Kopfes komplett kahl, während das Hinterkopfhaar relativ lang bleibt. |
| Slicked-back                                      |      | Slicked-back (engl.): Mittelkurze Herrenfrisur, bei dem die mit Haargel, Haarwachs, Pomade oder Brillantine von vorne nach hinten gekämmten Haare befestigt sind. |
| Standardherrenhaarschnitt                         |      | Diese Jungen- und Männerfrisur hat kämmbare, also mittelkurze Deckhaare, die zu den Seiten mit Hinterkopf stetig kürzer werden. Der Schnitt wird auch als Standard-Herrenschnitt, Business-Cut (engl.) und Professional-Cut (engl.) bezeichnet |
| Stöpsellocke                                      |      | Die Stöpsellocke (im Österreichischen Stoppellocke, auch Schlangenlocke, Korkenzieherlocke, Hängelocke, französisch Boucle pendante) ist eine papillotierte oder über ein Lockenholz gedrehte einzelne Haarsträhne. |
| Stufenschnitt                                     |      | Siehe Stufenschnitt |
| Suebenknoten                                      |      | Siehe Suebenknoten |
| Tituskopf                                         |      | Siehe Tituskopf |
| Tonsur                                            |      | Die Tonsur entstammt dem Mittelalter und wurde von Mönchen getragen. Heute wird der Haarschnitt noch in wenigen christlichen Orden getragen. |
| Tschub / Oseledets                                |      | |
| Tutulus                                           |      | Siehe Tutulus |
| Undercut                                          |      | Der Undercut (engl.) ist eine von beiden Geschlechtern getragene Frisur, bei der die Behaarung der unteren Kopfhälfte rasiert oder gekürzt wird, die Deckhaare aber bestehen bleiben. |
| Updo                                              |      | Beim Updo (engl.) ist das Haar hochgesteckt. |
| Vokuhila                                          |      | Vokuhila ist die Kurzform für vorne-kurz-hinten-lang. Das Deckhaar ist mit Pony kurz bis mittellang, das Haar am Hinterkopf ist lang. |
| Waves                                             |      | Afrostrukturiertes Haar ist in eine wellenähnliche Form, „Waves“ (engl.), gebracht. |